# 大統領のクリスマスツリー
『大統領のクリスマスツリー』（だいとうりょうのクリスマスツリー）は鷺沢萠著の小説、およびそれを原作とした劇場映画作品。

## 原作
1994年、講談社初刊

## 映画
1996年、松竹系公開。当時松竹にいた奥山和由の製作チーム「チーム・オクヤマ」名義の作品である。配給収入は5.1億円。
- 全編ニューヨークロケで作られた。
- 奥山自らが監督しているが「総合演出」的な立場であり、3人の新人監督がパートごとに分かれて監督し奥山がそれらをまとめていくというスタイルになっている。
- 小道具として、インターネットが使われている。（パソコンでの使用ブラウザはネットスケープである。）
- 冒頭部でビル・クリントン大統領の演説シーンが使われたことから、この映画の公開後の1996年12月5日、「大統領のクリスマスツリー点灯式」においてクリントン大統領が演説中にこの映画について言及している。

### キャスト
- 川端燐（きらり）：羽田美智子
- 山下ハルキ：別所哲也
- 川端煌（あかり）：粟田麗
- 山下キョウコ：余貴美子
- 三上遊寿：野村祐人
- ケン星野：塩屋俊
- 富士山タマミ：平岩友美
- 劇中ラジオアナウンス：キャプテン･ジョージ・ケイト（現・ケビン・クローン）

### スタッフ
- 監督・製作者：奥山和由
- 原作：鷺沢萠
- 脚本：奥山和由、原田眞人
- 協力監督：原田眞人、室賀厚、月野木隆
- プロデューサー：サイモン・ツェー、中川好久、小松護
- 撮影：佐々木原保志
- 音楽プロデューサー：佐々木麻美子
- 音楽監督：林哲司
- 主題歌：ボズ・スキャッグス「Fade into Light」
- 美術：小川富美夫、Mary Prlain
- ラインプロデューサー：新津岳人、Bruce Greenfield
- 助監督：麻生学、John Doby、Koichi Yonezawa
- 音響効果：東洋音響カモメ
- CGスーパーバイザー：佐藤敦紀
- CG：オムニバス・ジャパン
- 現像：IMAGICA、Du Art
- スタジオ：日活撮影所、松竹大船撮影所、鎌倉シネマワールド
- 協力：日本航空、KDD、コダック、
- 製作協力：松竹第一興行
- 製作委員会メンバー：日本電気、博報堂、ポニーキャニオン、東京放送、毎日放送、サンクスアンドアソシエイツ、ニチメン、IMAGICA、オリックス、松竹